# Cormega

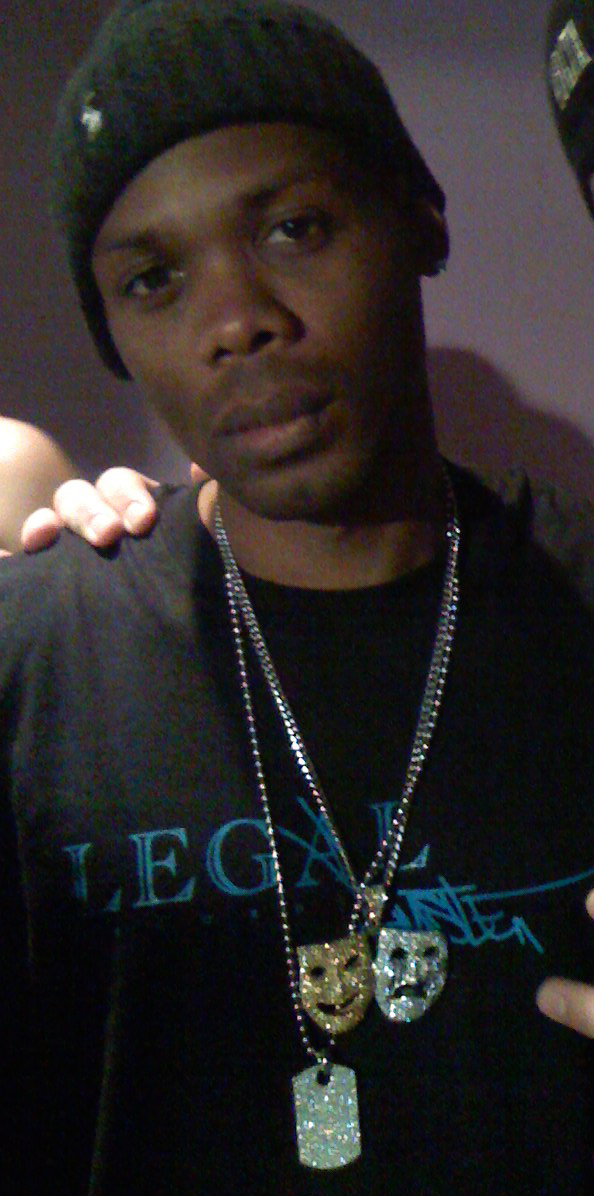
Cormega

Corey McKay, född 27 april 1976, mer känd som Cormega, är en amerikansk rappare från området Queensbridge i New York. Han är känd för sina texter om livet, gatan och sin hiphop-vendetta med barndomsvännen och rapparen Nas.

## Karriär
Hans nya debutalbum (som Cormega) släpptes 25 juli 2001 och han har arbetat med producenter som Dr Dre och Trackmasters. Han har haft kontrakt under fyra olika skivbolag;
- Def Jam Records
- Landspeed Records
- Koch Records
- Legal Hustle Records (hans eget skivbolag som han startade 2005)

## Hip-Hop-vendettan med Nas
Det hela började med att han inte kom överens med sin manager Steve Stoute på Def Jam Records. Cormega var med i gruppen The Firm och när han inte kom överens med managern blev han i gruppen ersatt av rapparen Nature. Då han blev ovän med Stoute dog även hans vänskap med Nas. Han ska senare ha gjort så kallade "diss-låtar" som hette "Never Personal (Fuck Nas n Nature)". Nas svarade med låten "Destroy and Rebuild" på albumet Stillmatic. Ytterligare låtar skrevs och bråket fortsatte.
De ska senare, tidigt i september 2005, ha blivit sams när de kom i kontakt med varandra efter att Cormegas farmor hade dött. Nas kände henne som liten.

## Diskografi

### Albums
| Album information |
| --- |
| The Realness - Releasedatum: 25 juli 2001 (i USA) - Topp 200 singellistan (i USA): #111 (413 672 sålda plattor den 28 maj 2006) - R&B/Hiphop-topplistan (i USA): #24 - Singlar: "You Don't Want It", "Get Out My Way", "R U My Nigga?" |
| The True Meaning - Releasedatum: 11 juni 2002 (i USA) - Topp 200 singellistan (i USA): #95 (406 488 sålda plattor den 28 maj 2006) - R&B/Hiphop-topplistan (i USA): #25 - Singlar: "Built for This", "The True Meaning", "The Come Up" |
| Legal Hustle - Releasedatum: 25 maj 2004 (i USA) - Topp 200 singellistan (i USA): #174 - R&B/Hiphop-topplistan (i USA): #22 - Singlar: "Let it Go", "A Beautiful Mind", "Tony/Montana", "The Machine"                                  |
| The Testament - Releasedatum: 22 februari 2005 (i USA) - Topp 200 singellistan (i USA): -- - R&B/Hiphop-topplistan (i USA): #76 - Singlar: "One Love", "Testament", "Angel Dust", "Killaz Theme", "62 Pick Up"                         |
| Urban Legend - Releasedatum: N/A - Top 200 singellistan (i USA): N/A - R&B/Hiphop-topplistan (i USA): N/A - Singlar: N/A |

### Kompilationer
- 2002: Hustler/Rapper
- 2004: Special Edition: The Realness & True Meaning